# Khanaqin
Khanaquin es una ciudad de Irak perteneciente a la gobernación de Diala que está situada en el noreste del país cerca de la frontera con Irán. En 2007, tenía una población de aproximadamente 175.000 habitantes.
La ciudad, que está situada a aproximadamente 200 m s. n. m., está dividida en dos por el río Alwand, que nace en Irán. La composición de la población cuenta con un número significativo de kurdos faili, de confesión mayoritariamente chiita. En 2014, pese a pertenecer a la gobernación de Diala, Khanaquin está controlada de facto por la región autónoma del Kurdistán.
Existen reservas de petróleo en los alrededores de la ciudad, cuyo pozo petrolífero es llamado Khana.
Tras la celebración del referéndum de independencia del Kurdistán iraquí el 25 de septiembre de 2017, el ejército iraquí conquistó la ciudad a las fuerzas kurdas el 17 de octubre del mismo año. Sin embargo, la misma ciudadanía se sublevó contra el ejército dos días después expulsándoles de la ciudad y volviendo a control kurdo.